# Kreissparkasse (Schwäbisch Hall)
Das Hauptgebäude der Kreissparkasse (jetzt Sparkasse Schwäbisch Hall-Crailsheim) in Schwäbisch Hall ist ein denkmalgeschütztes Gebäude in Deutschland.

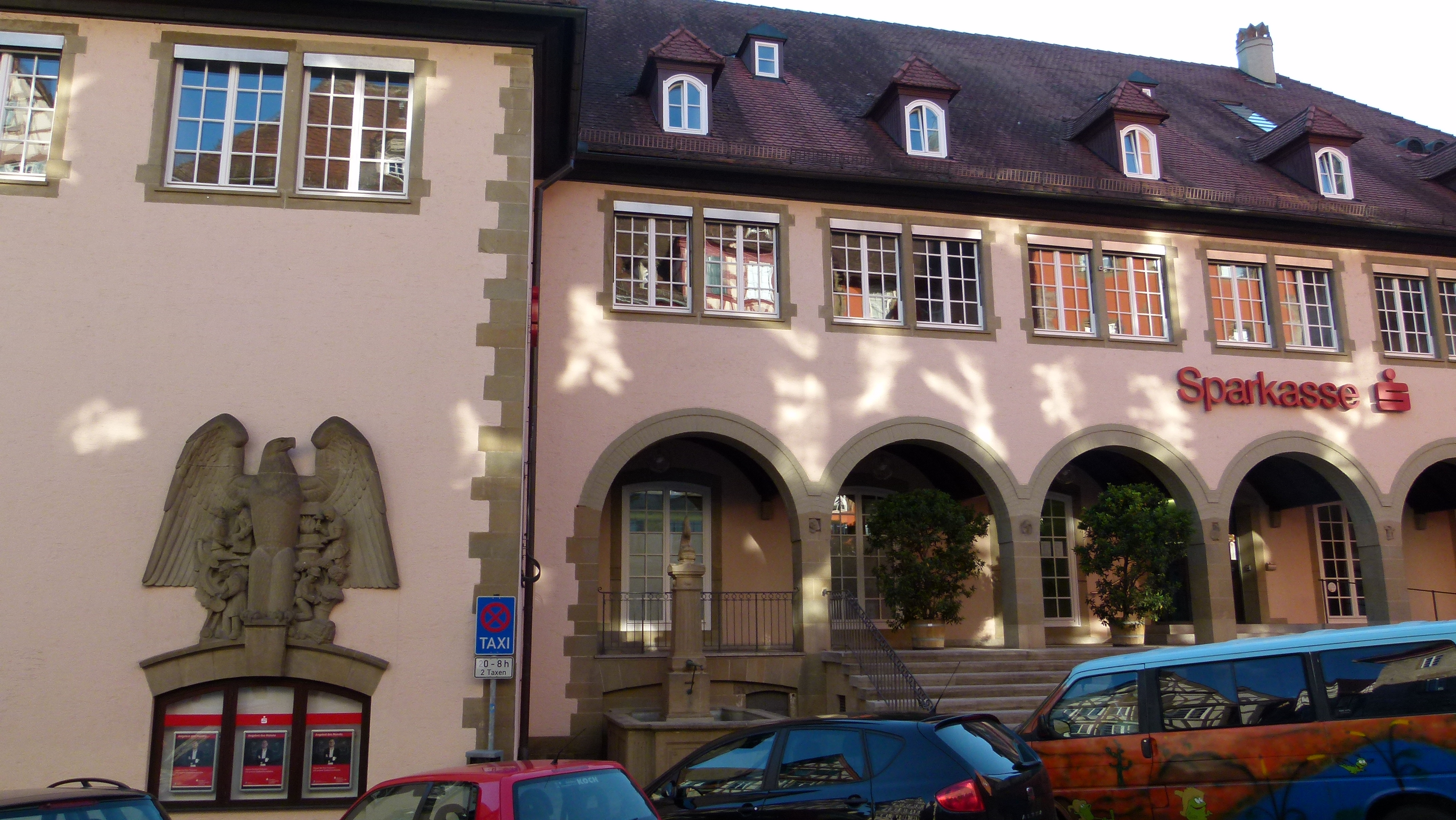

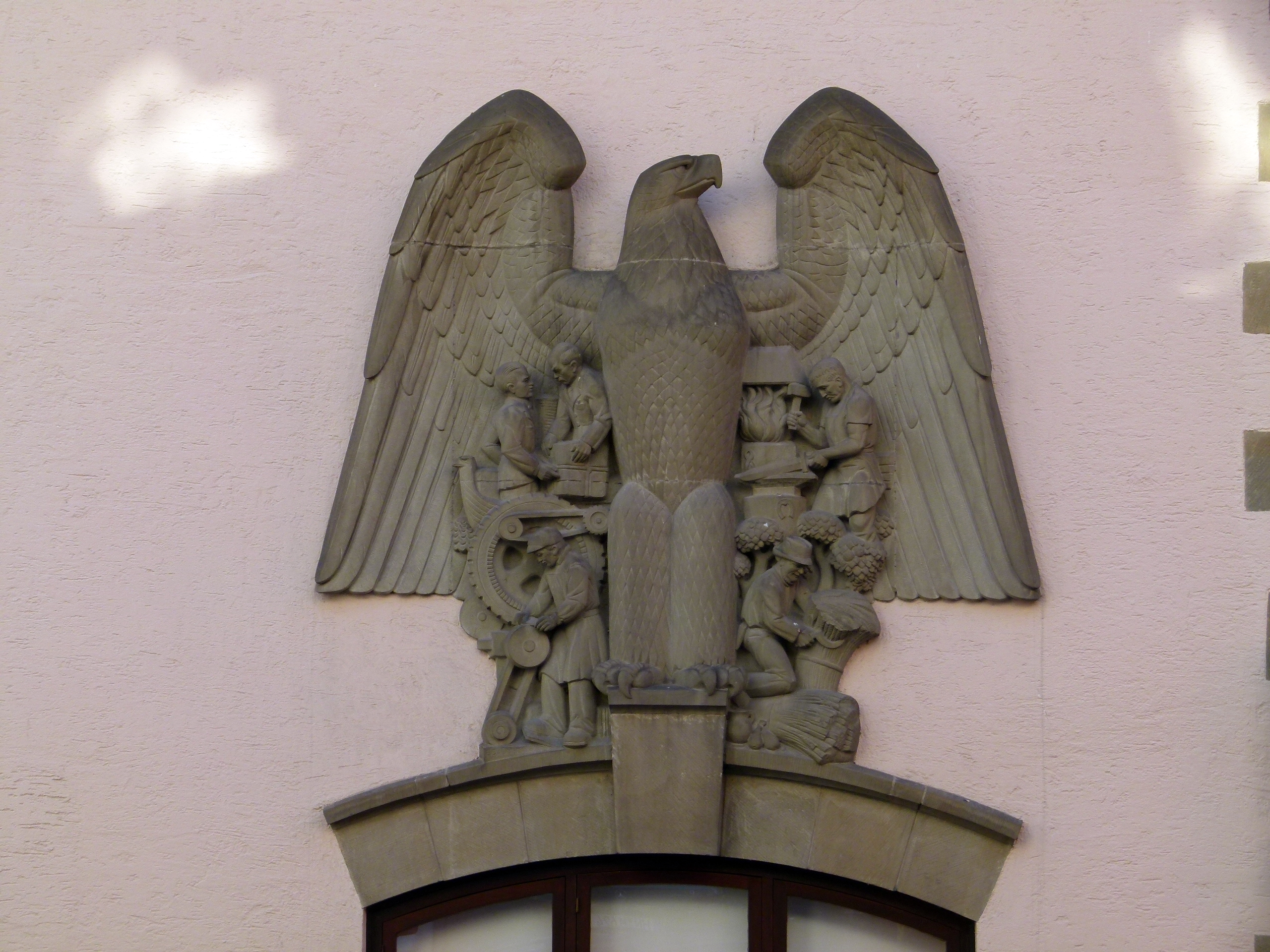

## Beschreibung und Wertung
Das am Hafenmarkt 1 gelegene Gebäude wurde in den Jahren 1937 bis 1941 nach Entwürfen des Haller Architekten und Bauhistorikers Eduard Krüger im sogenannten Heimatschutzstil errichtet. Als eine der wenigen überkommenen architektonisch anspruchsvollen Manifestationen des Dritten Reichs in Baden-Württemberg ist der Bau von besonderer Bedeutung.